# Ron Finn
Ron Finn, kanadski hokejski sodnik, * 1. december 1940, Toronto, Ontario, Kanada.
Finn je upokojeni linijski sodnik iz lige NHL. Njegova kariera se je pričela leta 1969 in se zaključila leta 1996. Skupaj je v NHL-u sodil na 1.980 tekmah rednega dela sezone, temu pa je dodal še sojenje na dveh tekmah zvezd. Leta 1987 je skupaj z Rayem Scapinellom sodil Rendez-vous '87, serijo dveh tekem med moštvom lige NHL in sovjetsko reprezentanco. 